# Tabuenca
Tabuenca (aragónul Tagüenca) község Spanyolországban,  Zaragoza tartományban. Tabuenca Ainzón, Fuendejalón, Rueda de Jalón, Épila, Mesones de Isuela, Tierga, Trasobares, Talamantes, Ambel és Borja községekkel határos. Lakosainak száma 311 fő (2024).

## Népesség
A település népessége az utóbbi években az alábbiak szerint változott:
| Lakosok száma | 478  | 453  | 424  | 411  | 387  | 369  | 331  | 314  | 310  | 311  |
|               | 2001 | 2004 | 2007 | 2009 | 2012 | 2014 | 2017 | 2019 | 2022 | 2024 |